# Vilamacolum
Vilamacolum és un municipi de la comarca de l'Alt Empordà. Situat al marge esquerre del riu Fluvià, és un territori planer. Els conreus són de cereals, blat de moro, farratges per al bestiar, fruiters (pomeres) i ramaderia, juntament amb serveis turístics.
A Vilamacolum hi va viure i hi va morir l'escriptora Maria Àngels Anglada, enterrada al cementiri. A les seves novel·les, com ara Les closes, descriu el poble i el seu entorn, els Aiguamolls de l'Empordà.

## Geografia
- Llista de topònims de Vilamacolum (Orografia: muntanyes, serres, collades, indrets..; hidrografia: rius, fonts...; edificis: cases, masies, esglésies, etc).

## Església de Santa Maria

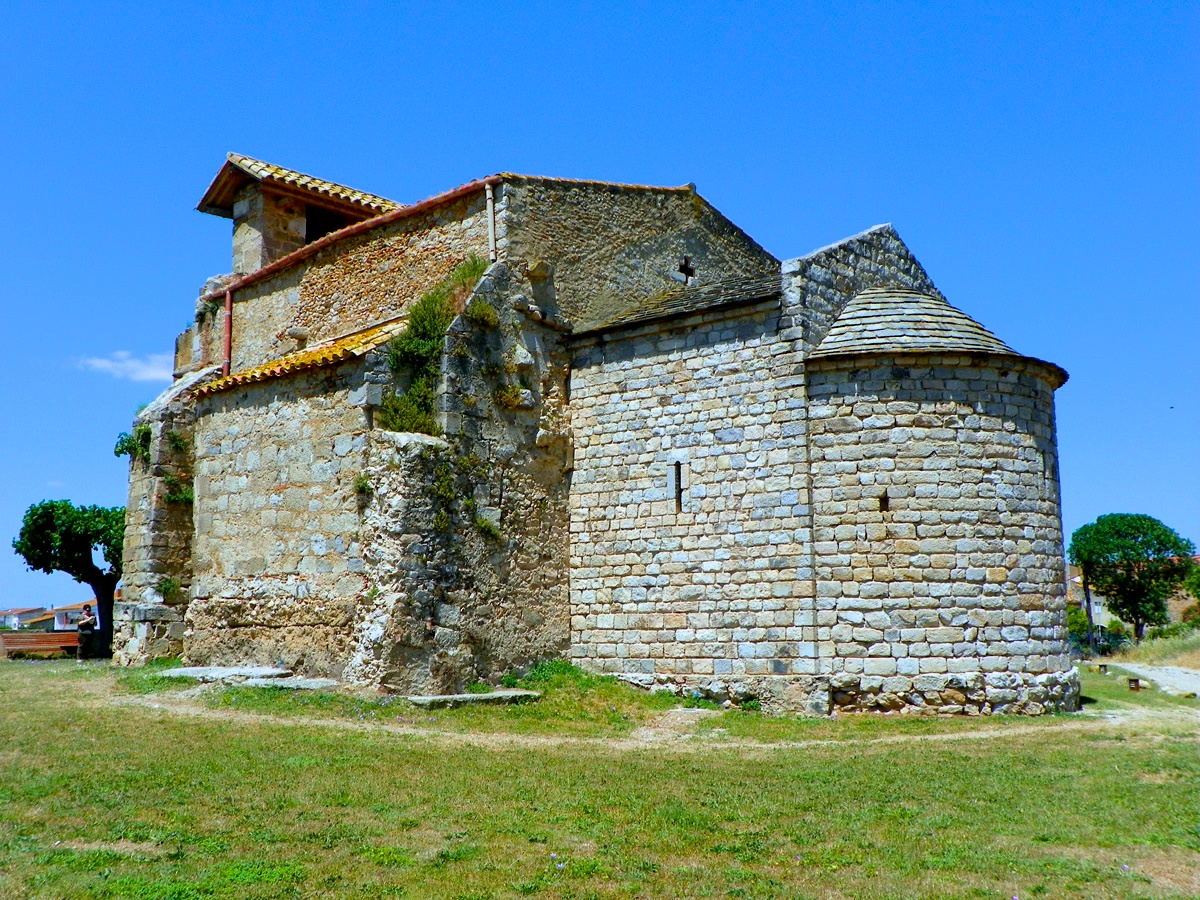
Absis de l'església

Aquesta petita església té una sola nau i un absis semicircular. Presenta l'estructura romànica dels segles XI al xiii. Les parts més antigues són l'absis i una petita part oriental de la nau. Els murs de la resta de la nau corresponen a un període posterior. Van ser força restaurats junt amb les capelles laterals durant els segles xvii i xviii.
A la façana principal hi ha una portalada dels segles XVII i XVIII, un arc amb les dovelles ben tallades. Sobre aquesta façana s'alça un campanar de cadireta, format per tres pilastres, cobertes per una teulada a dues aigües. Els murs estan construïts amb grans pedres ben tallades, i constrasten amb els de les parts més antigues de l'absis i la nau, que estan tallats més petits i irregulars.

## Demografia
| 1497 | 1553 | 1787 | 1887 | 1900 | 1920 | 1950 | 1970 | 2010 | 2024 |
| 16   | 19   | 120  | 421  | 405  | 479  | 391  | 315  | 328  | 376  |